# Флавій Цецина Децій Максим Василь Юніор
Флавій Цецина Децій Максим Василь Юніор (*Flavius Caecina Decius Maximus Basilius Iunior, д/н —500) — державний діяч часів падіння Західної Римської імперії та часів правління Одоакра.

## Життєпис
Походив з впливового роду Деціїв. Син Флавія Цецини Деція Василя, консула 463 року. Здобув гарну класичну освіту. Розпочав кар'єру в період остаточного занепаду Західної Римської імперії.
У 476 році підтримав короля Одоакра, який повалив останнього імператора Ромула Августула. У 480 році стає консулом. Водночас очолив сенат (caput Senatus) та став очільником одного з відомств при Одоакрі. Діяв разом з Петром Марцелліном Феліксом Ліберієм.
У 483 році призначений преторіанським префектом Італії, отримав титул патриція. Водночас очолив сенатську партію, що виступала проти впровадження наказу про Енотікон. Того ж року після смерті папи римського Симпліція втрутився у процес обрання нового римського єпископа, яким став протеже Деція Максима — Фелікс III.
Помер у 500 році у Римі у своїй резиденції на Авентинському пагорбі.

## Родина
Дружина — донька Геннадія Авіена, коснула 450 року
Діти:
- Флавій Фавст Альбін Юніор (д/н-525), консул 493 року
- Флавій Авіен Юніор, консул 501 року
- Флавій Феодор, консул 505 року
- Флавій Інпортун Юніор, консул 509 року